# Skarphedsdybde
Skarphedsdybde er et begreb, som bruges inden for fotografi til at angive, over hvor stort et afstandsspænd et motiv vil blive gengivet acceptabelt skarpt. Det kaldes ofte også dybdeskarphed, men det er teknisk set ikke den korrekte term.
Når man fokuserer på en given afstand, vil det teoretisk set kun være den del af motivet på selve fokusafstanden, der bliver skarpt. Alt hvad der er foran eller bagved denne afstand vil være ude af fokus og bliver derfor ikke aftegnet skarpt: hvis man f.eks. fotograferer et ansigt forfra og fokuserer på næsen, vil øjnene ikke blive gengivet skarpt, og omvendt. Teorien siger altså, at skarphedsdybden altid vil være nul.
Når det alligevel giver mening at tale om skarphedsdybde, er det, fordi man i praksis godt kan acceptere den sløring, som opstår, når dele af et motiv er moderat ude af fokus. Hvor stor sløring, der kan accepteres i en given situation, afhænger i sidste instans af, hvor stort billedet skal gengives, og hvilken afstand det skal betragtes på. Der kan derfor ikke gives nogen faste mål for det.
Vil man alligevel forsøge at sætte tal på begrebet, skal man have fat i begrebet Circle of Confusion eller blot CoC, der er den største størrelse, der for almindeligt seende opfattes som et enkelt punkt. Normalt vil et menneske på 25 cm.s betragtningsafstand kunne skelne ned til 5 linjer/mm, og det betyder, at en cirkel på 0,2 mm eller derunder vil blive opfattet som ét punkt. Den valgte betragtningsafstand passer nogenlunde sådan, at man vil kunne se et billede med en diagonal på ca. 30 cm. Tager man udgangspunkt i det almindelige 24*36mm format og vil forstørre det, så det færdige billede får en diagonal på 30 cm, svarer det nogenlunde til en lineær forstørrelse på 7*. Hvis vi samtidig holder fast i en opløsning på 5 linjer/mm, svarende til at et 'acceptabelt' punkt kan være 0,2mm på det færdige print, så medfører det, at den største acceptable størrelse for et punkt på filmen eller den chip, der svarer til filmen, må være 0,029mm.
Det er således indlysende, at den acceptable CoC bliver mindre, hvis der skal ske en kraftigere forstørrelse efter f.eks. en beskæring. Er en forøget forstørrelse begrundet i, at det færdige billede skal være større, så må man antage, at betragtningsafstanden vokser tilsvarende, hvorfor det ikke på samme måde som beskæring stiller krav til en mindre CoC. En ofte anvendt formel til beregning af en acceptabel CoC er at lade den være 1/1500 af filmens (chippens) diagonal.

## Påvirkninger af skarphedsdybden
Uanset betragtningerne over hvad skarphed er, så kan man sige noget om, hvad der påvirker skarphedsdybden:
- En større blænde åbning vil give en mindre skarphedsdybde.
- En længere brændvidde vil give en mindre skarphedsdybde
- En kortere afstand til motivet vil give en mindre skarphedsdybde

### Fokusafstande
Disse forhold må tages i betragtning, når man overvejer, hvordan et givet motiv skal fotograferes. F.eks. er makrofotografering kendetegnet ved ganske korte fokuseringsafstande og medvirker altså til at give en tilsvarende lille skarphedsdybde (som ved typisk fotografering kan være under en millimeter); derfor må man ofte kompensere ved f.eks. at vælge en lille blænde, men det kræver så videre, at der er meget lys. Valget af en meget lille blænde har så desværre den konsekvens, at den introducerer en uskarphed forårsaget af den såkaldte diffraktion, der bliver større, jo mindre blænden er.
En speciel situation, når man taler om skarphedsdybde, er den såkaldt hyperfokale distance, der oftest angives som den nærmeste distance, der kan være skarp, når skarphedsdybden skal nå ud til uendelig.

### Vurdering
For at hjælpe med at vurdere sammenhængen mellem blænde og skarphedsdybde har en del objektiver angivet afstandsmarkeringer ved forskellige blænder. Dog skal man naturligvis være opmærksom på, at producentens definition af skarphedsdybde kan afvige fra ens egne ønsker, så derfor skal sådanne afstandsmarkeringer tages med et gran salt.

### Afstand til fokuseringsplan
Teknisk set afhænger skarpheden af afstanden til fokuseringsplanet snarere end af afstanden til kameraet. På normale kameraer, hvor objektivets akse er vinkelret på filmen/sensoren, vil fokuseringsplanet være parallelt med filmplanet. Hvis man f.eks. fokuserer på en række personer, som er opstillet ved siden af hinanden foran kameraet, så står de yderste personer ganske vist længere fra kameraet end de midterste, men da de alle vil være placeret i fokuseringsplanet parallelt med filmen, vil alle personerne blive skarpe. Ved hjælp af specialudstyr som en bælg eller et "tilt"-objektiv kan man vippe fokuseringsplanet i forhold til kameraet, og dermed kan man manipulere skarphedsdybdens indvirkning på et motiv.
Skarphedsdybden fordeler sig ikke symmetrisk omkring fokuseringsplanet; baggrunden vil således være skarp over en længere afstand end forgrunden.

## Stilmæssige anvendelser
En begrænset skarphedsdybde er ikke altid et problem. Tværtimod er der en del situationer, hvor man bruger sløringen af for- eller baggrund som et stilelement i fotografiet, idet det vil fremhæve og isolere hovedmotivet.
I de tilfælde er man interesseret i, at de ufokuserede områder sløres så pænt og jævnt som muligt; begrebet bokeh betegner den subjektive, æstetiske kvalitet af denne sløring, og den afhænger af objektivets konstruktion.

## Ekstern henvisning
- Beregning af Dybdeskarphed Arkiveret 1. marts 2016 hos  Wayback Machine